# Écoles publiques du district de Columbia

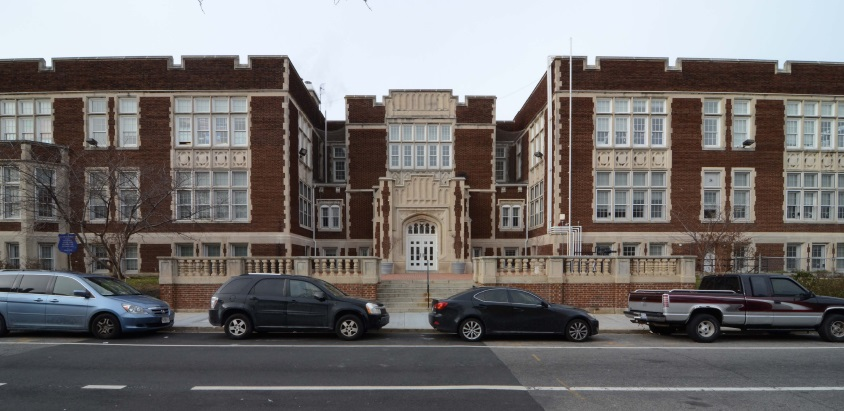
École de Park View

Les Écoles Publiques du District de Columbia (District of Columbia Public Schools, DCPS) est un district scolaire à Washington, DC.
DCPS a un programme de paiement des enseignants basé sur le mérite.

## Écoles

### Lycées
- Anacostia High School

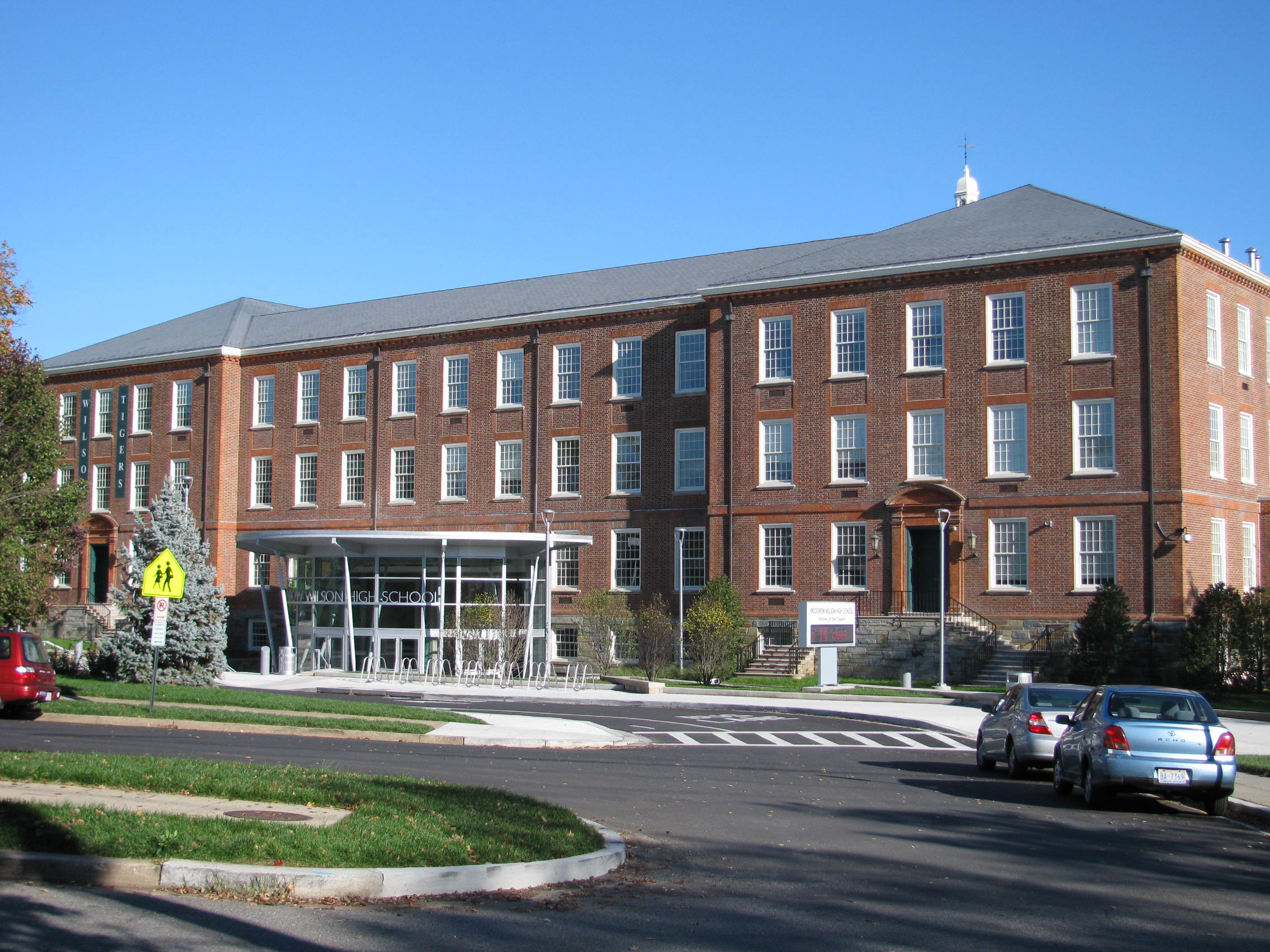
Woodrow Wilson High School

- Associates For Renewal In Education Public Charter School (PSC)
- Ballou High School
- Banneker High School
- Bell Multicultural High School
- Booker T. Washington Public Charter School
- Business & Finance School-Within-a-School Charter (SWSC) Woodson
- Cardozo High School
- Cesar Chavez Public Policy PCS
- Choice Senior High School Program
- Calvin Coolidge Senior High School
- Dunbar High School
- Eastern High School
- Duke Ellington School of the Arts
- Howard D. Woodson High School
- Integrated Design Electronics Academy PCS
- José-Arz Academy PCS
- Kamit Institute PCS
- Marriott Hospitality PCS
- Maya Angelou PCS--Evans campus
- Maya Angelou PCS--Shaw campus
- McKinley Technology High School
- Luke C. Moore Academy Senior High School
- Next Step PCS
- Pre-Engineering SWSC Dunbar
- Theodore Roosevelt High School
- School Without Walls
- Joel Elias Springarn High School
- Washington Center Special Education
- M.M. Washington Career High School
- Washington Math/Science/Technology PCS
- Woodrow Wilson Senior High School